# シリヤ・ヨーロッパ
シリヤ・ヨーロッパ（Silja Europa）は、当初シリヤラインが、後にタリンクが運航したクルーズフェリー。

## 船歴
当初、スウェーデンのRederi AB Sliteにより、ヴァイキングラインのために「ヨーロッパ」としてマイヤー・ヴェルフトに発注された。塗装が終わり引き渡しを控えた頃、スウェーデン・クローナが10%の切り下げを実施されRederi AB Sliteの資金繰りが困難に陥った。その結果、「ヨーロッパ」はオーナーをフィンランドのFährschiff Europa KBに変え、ヴァイキングラインのライバルであったシリヤラインによって10年間傭船されることになった。
1993年3月14日、ヘルシンキ - ストックホルム間に就航。翌年のエストニアの事故に際しては最初に救難信号を受け取った船の一つとなった。1995年1月12日、「シリヤ・セレナーデ」に代わってトゥルク - マリエハムン - ストックホルムに就航。1999年7月1日には免税対象となるために寄港地にローングネースを追加した。
2001年、冬季の寄港地を燃料の高騰によりストックホルムからカペルシャーに変更し、この年のストックホルム便は2月28日までと5月15日から8月31日の運航となった。同様の運航は少なくとも2004年まで継続された。
2013年1月23日より、「バルティック・プリンセス」に代わってタリン - ヘルシンキ間に就航。
2014年8月、オーストラリアのブリッジマン・サービスによって、チャーターされた。期間は14か月から4年となっている。

## 構造
1. エンジン、乗組員室
2. Cクラス、エンジン、乗組員室
3. 車両甲板、乗組員室
4. 車両甲板、乗組員室
5. Aクラス、Bクラス、B2クラス、乗組員用設備
6. 映画館、ドライバークラス、乗組員室
7. レストラン、ナイトクラブ、免税店
8. レストラン、バー、ナイトクラブ
9. Aクラス、Bクラス、B2クラス、乗組員用設備
10. Aクラス、Bクラス、ブリッジ
11. スイート、デラックス、Bクラス
12. サウナ、美容院、エステ、サンデッキ
13. ラウンジ、サンデッキ